# Jenna Schroeder
Jenna Schroeder est une arbitre américaine de basket-ball née le 27 septembre 1989 à Flint, dans le Michigan.
Elle officie en National Basketball Association (NBA), la ligue professionnelle masculine américaine depuis la saison 2019-2020.

## Biographie

### Jeunesse et études
Jenna Schroeder naît le 27 septembre 1989 à Flint, dans le Michigan. Elle commence à arbitrer des matchs de basket-ball à l'âge de 17 ans au lycée de Clio où elle est scolarisée, à une vingtaine de kilomètres au nord,,.
En 2006, elle rejoint l'université d'Oakland en obtenant une bourse pour intégrer l'équipe de basket-ball, les Golden Grizzlies d'Oakland (en). Elle poursuit l'arbitrage, notamment durant les camps d'été,.
Elle est transférée à l'université d'État de Saginaw Valley (en) et commence à y arbitrer des matchs universitaires. Comme joueuse, elle réalise des moyennes de 14,6 points, 4,4 rebonds, 3,2 passes décisives et 2 interceptions par match sous le maillot des Cardinals de l'université d'État de Saginaw Valley (en), en deuxième division universitaire. Elle donne ses premiers coups de sifflet dans les conférences Big East et Atlantic Coast (ACC). Jenna Schroeder obtient une licence en communication en 2009 mais la crise financière, particulièrement importante dans la région, limite ses options de carrière. Elle se met alors à envisager l'arbitrage comme une voie professionnelle,.
Jenna Schroeder trouve un poste d'arbitre en Amateur Athletic Union, à la Cage Fieldhouse de Swartz Creek. Elle complète ses revenus en travaillant de 2011 à 2015 comme serveuse au Comerica Park de Détroit lors des matchs à domicile des Tigers, franchise de Ligue majeure de baseball. La saison de baseball se déroulant de fin mars à fin septembre, cela lui permet de se consacrer exclusivement à l'arbitrage pendant l'hiver,. Jenna Schroeder finit par devenir arbitre à temps plein en 2015, officiant en conférences ACC, Big East, Atlantic 10 et American East.

### Carrière d'arbitre
Jenna Schroeder, qui s'est fait un nom sur la scène du basket-ball universitaire, est recrutée par la NBA G League, la ligue de développement de la National Basketball Association (NBA). Elle arbitre des matchs de playoffs, les phases finales de la saison 2018-2019.
Elle devient arbitre en Women's National Basketball Association (WNBA) où elle officie durant deux saisons.
Jenna Schroeder est promue arbitre titulaire en NBA le 22 octobre 2019. Elle rejoint la liste restreinte des femmes arbitres de la NBA, composée alors de Lauren Holtkamp-Sterling, Natalie Sago et Ashley Moyer-Gleich et inaugurée au cours de la saison 1997 avec les arrivées de Violet Palmer et Dee Kantner,.
Elle continue d'officier en NBA G League, comme tous les arbitres ayant moins de quatre ans d'expérience en NBA.
Le 25 janvier 2021 à Orlando, Jenna Schroeder officie avec Natalie Sago et Sean Wright lors de la victoire de 117-108 du Magic contre les Hornets de Charlotte. C'est la première fois que le trio arbitral d'une rencontre de NBA est constitué de deux femmes et un homme,. Pour Jenna Schroeder, « C'est gros. C'est mon rêve féministe qui se réalise. Mes valeurs personnelles rencontrent celles que j'ai au travail. C'est magnifique. ».
Elle réside à Détroit et porte le numéro d'arbitre 84.

## Lire aussi